# 조선민주주의인민공화국 형법부칙
조선민주주의인민공화국 형법부칙(朝鮮民主主義人民共和國刑法附則)은 조선민주주의인민공화국에서 범죄의 가중처벌 등을 규정한 법을 말한다. 공식 명칭은 조선민주주의인민공화국 형법부칙(일반범죄)로, 2007년에 제정되었다.

## 형법부칙 적용대상
극히 무겁거나 특히 무거운 형태의 범죄나 특정범죄를 형법부칙상의 범죄로 규정하고 있다.
- 극히 무겁거나 특히 무거운 형태의 범죄
  - 군사시설의 고의적 파손: 사형
  - 국가재산약취: 사형 및 재산몰수
  - 국가재산강도: 사형 및 재산몰수
  - 국가재산 고의적 파손: 사형
  - 화폐위조: 사형
  - 귀금속 등 밀수, 밀매: 사형
  - 마약밀수, 밀매: 사형 및 재산몰수
  - 교화인 도주: 무기로동교화형 또는 사형
  - 불량자행위: 정상이 특히 무거운 경우 무기로동교화형 또는 사형
  - 고의적중상해: 정상이 특히 무거운 경우 무기로동교화형 또는 사형
  - 유괴: 정상이 극히 무거운 경우에는 사형
  - 강간: 정상이 특히 무거운 경우에는 무기로동교화형 또는 사형
  - 개인재산강도: 정상이 극히 무거운 경우에는 사형 및 재산몰수형
- 전략예비물자 불법적 판매: 5년 이하의 로동교화형. 상습적이거나 대량의 경우 5년 이상 10년 이하의 로동교화형.
- 국가자원밀수출: 5년 이상 10년 이하의 로동교화형, 상습적이거나 대량의 경우 10년 이상의 로동교화형, 특히 무거운 경우 무기로동교화형 또는 사형
- 외화도피: 5년 이하의 로동교화형, 정상이 무거운 경우 5년 이상 10년 이하의 로동교화형
- 건설법규위반: 2년 이하의 로동단련형, 정상이 무거운 경우 3년 이하의 로동단련형
- 마약 및 마약원료의 보관, 공금질서위반: 정상이 극히 무거운 경우에는 사형 및 재산몰수형
- 다른 나라에서 사는 사람에 대한 불법적인 협조: 2년이하의 로동단련형, 정상이 무거운 경우에는 3년이하의 로동교화형
- 범죄묵인: 2년이하의 로동단련형, 정상이 무거운 경우에는 3년이하의 로동교화형
- 사건해결방해: 2년이하의 로동단련형, 정상이 무거운 경우에는 5년이하의 로동교화형
- 불법영업: 5년이하의 로동교화형, 특히 대량의 이득을 얻은 경우에는 5년이상 10년이하의 로동교화형, 정상이 무거운 경우에는 10년이상의 로동교화형, 식당이나 여관을 운영하면서 성봉사를 조직한 경우에는 무기로동교화형 또는 사형
- 예외적으로 무기로동교화형, 사형을 적용할 수 있는 범죄: 한 범죄자가 범한 여러 범죄행위의 정상이 특히 무겁거나 개준성이 전혀 없는자는 무기로동교화형 또는 사형

## 같이 보기
- 조선민주주의인민공화국 형법